# Allée des Matelots
L'allée des Matelots est une voie de circulation des jardins de Versailles, en France.

## Description

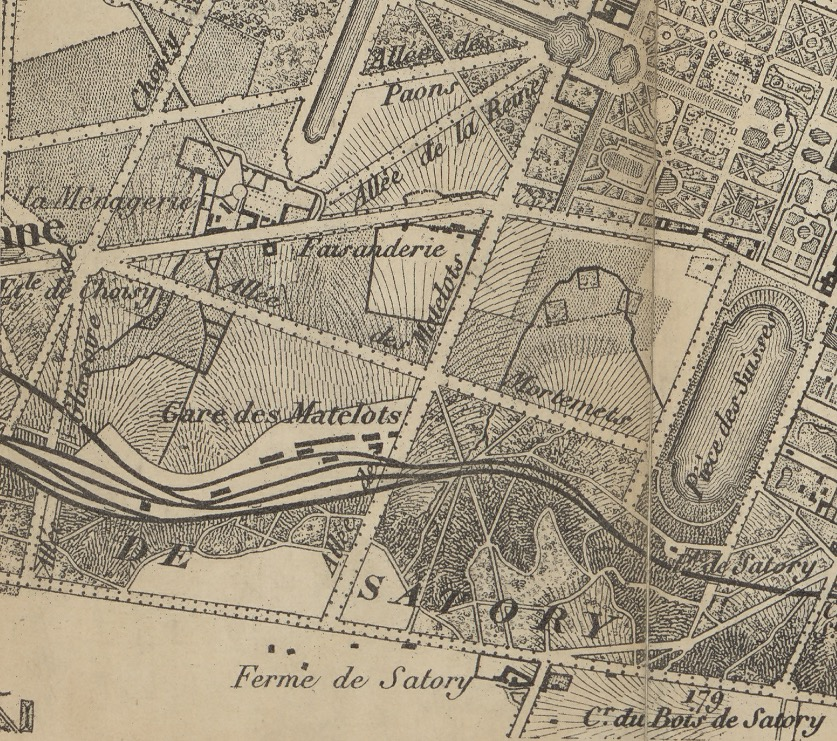
Plan du site avec la gare publié vers 1875.

L'allée des Matelots débute au sud en impasse sur le camp des Matelots, elle est traversée par la route de Saint-Cyr (RD10), et se termine environ 1 300 m au nord devant le Grand Canal de Versailles. Elle tient son nom des matelots servant sur le Grand Canal, logés au sud, à l'emplacement de la gare des Matelots et desservant le camp des Matelots. A son extrémité sud, une société y hiverne les barques du Grand Canal à l'abri dans « une partie de l'entrepôt des Matelots »